# 아마존 심플 큐 서비스
아마존 심플 큐 서비스(Amazon Simple Queue Service) 또는 아마존 SQS(Amazon SQS)는 아마존닷컴이 2004년 말 베타 서비스로 선보인 분산 메시지 큐 서비스이다. 2006년 중순 정식 공개했다. 인터넷을 경유하여 통신하기 위한 한 수단으로서 웹 서비스 애플리케이션을 통해 메시지를 프로그래밍적으로 보내는 것을 지원한다. SQS는 공통 생산자-소비자 문제나 생산자-소비자 간 연결에서 발생하는 문제들을 해결하는 큰 규모의 호스팅 메시지 큐를 제공하기 위해 고안되었다.

## API
아마존은 자바, 루비, 파이썬, 닷넷 프레임워크, PHP, Go, 자바스크립트를 포함한 여러 프로그래밍 언어로 SDK를 제공한다.

## 같이 보기
- 메시지 큐
- 오라클 클라우드